# Stits DS-1

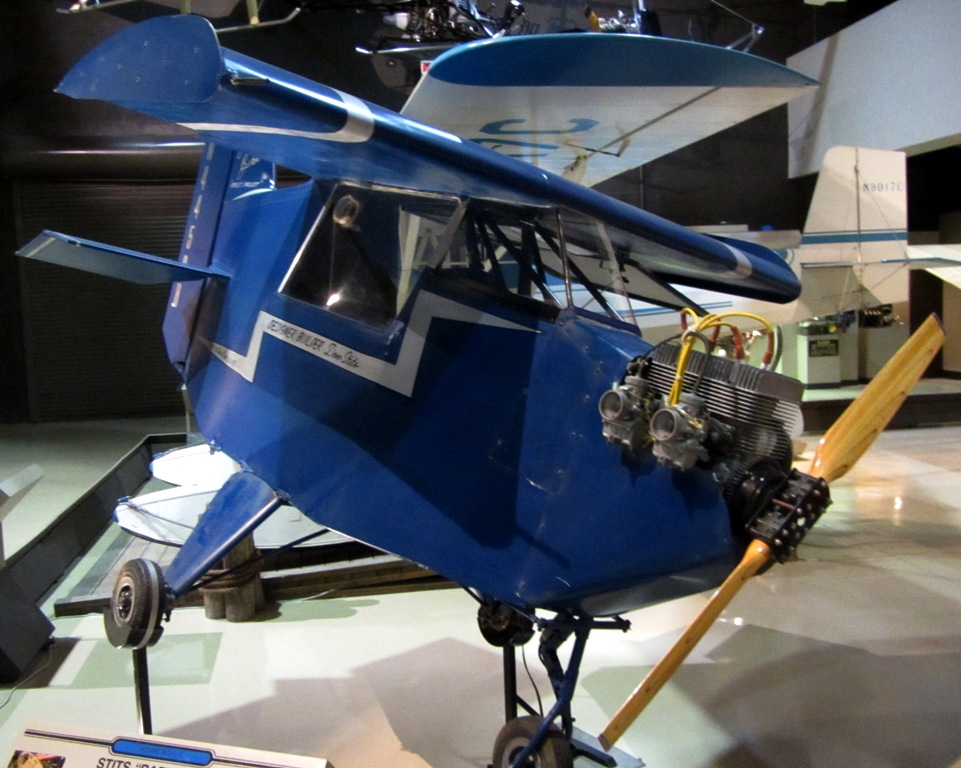

El Stits DS-1 Baby Bird es un avión construido en casa construido para lograr un estatus de "el más pequeño del mundo". El Pájaro Bebé está en el Libro Guinness de los Récords como el "Avión más pequeño del mundo". El título fue más tarde definido como "el monoplano más pequeño del mundo" para reconocer a The Robert Star Bumble Bee como el biplano más pequeño del mundo.

## Desarrollo
El DS-1 es un avión de alta monomotor de un solo asiento. El desarrollo comenzó en 1980 para batir el récord de Ray Stits para los aviones más pequeños del mundo, el Stits SA-2A Sky Baby. El fuselaje es un tubo de acero soldado con revestimiento de tela. El ala es de construcción de madera.

## Historial operacional
Treinta y cuatro vuelos tuvieron lugar en 1984 con el piloto de la Armada de los Estados Unidos Harold Nemer a los mandos. 

## Especificaciones

### Características generales
- Tripulación: 1
- Longitud: 11 pies (3,4 m)
- Envergadura: 6 pies 3 in (1.91 m)
- Altura: 5 pies (1,5 m)
- Peso vacío: 252 lb (114 kg)
- Peso bruto: 425 lb (193 kg)
- Planta motriz: 1 cilindro Hirth 2, 55 cv (41 kW)
- Hélices: 2 palas

### Rendimiento
- Velocidad máxima: 96 kn (110 mph, 180 km/h)
- Velocidad de parada: 61 kn (70 mph, 110 km/h)